# Petr Hruška
Petr Hruška (Ostrava, 7 giugno 1964) è un poeta, sceneggiatore e critico letterario ceco.

## Biografia
Ha conseguito una Laurea in Ingegneria alla Università Tecnica di Ostrava (si è specializzato nella depurazione, 1987), MA alla Facoltà delle Scienze Umanistiche alla Università di Ostrava (1990-94, tesi "Prosa e poesia nella subcultura Ceca contemporanea") e Ph.D. alla Facoltà delle Scienze Umanistiche alla Masaryk Università di Brno ("Il surrealismo del dopoguerra e la reazione al momento del modello d'avanguardia nella poesia ufficiale", 2003).
Lavora al Dipartimento per la letteratura Ceca della Accademia di Scienze della Repubblica Ceca a Brno dove si focalizza sulla poesia Ceca post-1945. È stato un coautore del quarto volume de Storia della letteratura Ceca 1945 – 1989, del secondo volume de Dizionario degli scrittori Cechi dal 1945, e de Dizionario delle riviste letterarie Ceche, delle antologie periodiche e degli almanacchi 1945-2000. Lavora anche come lettore di letteratura Ceca alla Masaryk Università e all'Università di Ostrava. È un editore delle riviste Host e Obrácená strana měsíce. Tra il 1995 ed il 1998 ha partecipato alla pubblicazione della rivista Landek. Co-organizza serate letterarie, festivals ed esibizioni ad Ostrava; inoltre recita nel cabaret di Jiří Surůvka.

### Vita privata
Suo fratello gemello Pavel è un critico letterario. Petr Hruška vive con la sua ragazza Yvetta Ellerová (cantante e compositrice nei gruppi Norská trojka, e Complotto) e i loro tre bambini a Ostrava.

## Opere
Petr Hruška dice: "La poesia non è la decorazione della vita". Secondo lui, la poesia deve "eccitare, disturbare, stupire, sorprendere, deve togliere la sicurezza dal lettore, deve demolire le esistenti soddisfazioni estetiche e crearne di nuove." Descritto come il poeta del disordine e dei pericoli nascosti nella vita di ogni giorno, confronta i lettori con un mondo apparentemente familiare, e comunque sorprendente nella suà realtà. Sui suoi libri Ivan Wernisch ha scritto: "Lei riesce a scrivere poesia priva di cose inutili e senza fronzoli lirici." È uno dei più lodati poeti Cechi dell'era post-1989.
Pubblica poesia in molte riviste (Host, Tvar, Revolver Revue, Literární noviny, Souvislosti, Weles ecc.), scrive recensioni per Tvar e la stazione radio Ceca Vltava, e scrive articoli accademici (per Host, Tvar, Slovenská literatúra, Protimluv, Obrácená strana měsíce ecc.). Le sue poesie sono state tradotte in Inglese, Francese, Tedesco, Sloveno, Olandese, Polacco. Nel 1998 è ha ricevuto il Dresdner Lyrikpreis.

### Libri di poesia nella Repubblica Ceca
- Obývací nepokoje; Sfinga, Ostrava 1995, ill. Adam Plaček
- Měsíce; Host, Brno 1998, ill. Zdeněk Janošec-Benda
- Vždycky se ty dveře zavíraly; Host, Brno 2002, ill. Daniel Balabán
- Zelený svetr; Host, Brno 2004, una raccolta dei tre libri precedenti, più una collezione di prosa Odstavce, ill. Hana Puchová
- Auta vjíždějí do lodí; Host, Brno 2007, ill. Jakub Špaňhel
- Darmata; Host, Brno 2012, ill. Katarína Szanyi
- Nevlastní; Argo, Praha 2017, ill. Zdeněk Janošec Benda
- Nikde není řečeno; Host, Brno 2019, ill. Jakub Špaňhel
- Spatřil jsem svou tvář (Host, Brno 2022) – ill. by Jakub Špaňhel
- Minout se přesně (Host, Brno 2024) – ill. by Jan Merta

### Libri di prosa nella Repubblica Ceca
- Jedna věta; Revolver Revue, 2015
- V závalu (sloupky, podpovídky, odstavce a jiné krátké texty); Revolver Revue, 2020

### Libri di poesia all'estero
- Meseci in druge pesmi (Društvo Apokalipsa, Ljubljana 2004), trad. Anka Polajnar e Stanislava Chrobáková-Repar, Slovenia
- Jarek anrufen (Edition Toni Pongratz, Hauzenberg 2008), trad. Reiner Kunze, Germania
- Mieszkalne niepokoje (Instytut Mikołowski, Mikołów 2011), trad. Franciszek Nastulczyk, Polonia
- Le macchie entrano nelle navi (Valigie Rosse, Livorno 2014), trad. Jiří Špička e Paolo Maccari, Italia
- Mondom neked (Jelenkor, Budapest 2016), trad. István Vörös, Ungheria
- Il soggiorno breve delle parole (qudulibri – edizione maggio, Bologna 2017), trad. Jana Sovová e Elisa Bin, Italia
- Darmaty (Instytut Mikołowski, Mikołów 2017), trad. Franciszek Nastulczyk, Polonia
- Dan velik kao oboreni jelen (Artikulacije, Koprivnica 2018), trad. Matija Ivačić, Croazia
- Nužni smještaj (Adin Ljuca Samizdat, Praga 2018), trad. Adin Ljuca
- Irgendwohin nach Haus (Edizion Azur, Lipsia 2019), trad. Marina Lisa e Kerstin Becker, Germania
- Szmaty i drut (Instytut Mikołowski, Mikołów 2020), trad. Franciszek Nastulczyk, Polonia
- Volevamo salvarci (Miraggi edizioni, Torino, 2021), trad. Elisa Bin, Italia
- Chcieliśmy się uratovać (Instytut Kultury Miejskiej, Gdańsk, 2022), trad. Dorota Dobrew e Franciszek Nastulczyk
- Je cherche le peintre aux doigts blanc (Éditions de l’Université de Bruxelles, Bruxelles, 2022), trad. Petr Král, Petra James, Jean-Gaspard Páleníček, Eve Filée, Jitka Hejlová, Astrid Muls, Grégoire Vandeghinste
- Lagani prelasci u kosmos (Treći Trg, Beograd, 2022), trad. Tihana Hamović
- Everything Indicates (Blue Diode Press, Edinburgh 2023), trad. Jonathan Bolton
- I Caught Sight of My Face (Kulturalis, London 2024), trad. Joshua Mensch
- Ujrzałem swoją twarz (Instytut Mikołowski, Mikołów 2024), trad. Franciszek Nastulczyk

### Partecipazione nelle antologie (selezione)
Ceche:
- Almanach Welesu (Weles, Brno 1997, ed. Vojtěch Kučera)
- V srdci Černého pavouka – ostravská literární a umělecká scéna 90. let (Votobia, Olomouc 2000), ed. Milan Kozelka
- Cestou – básnický almanach Welesu (Weles, Brno 2003), ed. Miroslav Chocholatý, Vojtěch Kučera, Pavel Sobek
- Co si myslí andělíček – dítě v české poezii (Brno 2004), ed. Ivan Petlan e Tomáš Lotocki
- Antologie nové české literatury 1995-2004 (Fra, Praha 2004), ed. Radim Kopáč e Karolina Jirkalová
- S tebou sám – antologie současné české milostné poezie (Dauphin, Praha 2005), ed. Ondřej Horák
- 7edm: Petr Hruška, Jan Balabán, Petr Motýl, Pavel Šmíd, Sabina Karasová, Radek Fridrich, Patrik Linhart (Theo, Pardubice 2005)
- Báseň mého srdce (Literula, Praha 2006), ed. Vladimír Křivánek
- Antologie české poezie II. díl (1986–2006), 2007
- Nejlepší české básně 2009 (Host, Brno 2009), eds. Karel Šiktanc e Karel Piorecký
- Nejlepší české básně 2010 (Host, Brno 2010), eds. Miloslav Topinka e Jakub Řehák
- Nejlepší české básně 2011 (Host, Brno 2011), eds. Petr Král e Jan Štolba
- Nejlepší české básně 2012 (Host, Brno 2012), ed. Simona Martínková-Racková
- Nejlepší české básně 2013 (Host, Brno 2013), eds. Ivan Wernisch e Wanda Heinrichová
- Co zůstává – malá antologie soudobé české poezie (Centrum pro studium demokracie a kultury, Brno 2013), ed. František Mikš
- Nejlepší české básně 2016 (Host, Brno 2016), eds. Vít Slíva e Jakub Chrobák
- Nejlepší české básně 2017 (Host, Brno 2017), eds. Sylva Fischerová e Jan Šulc
- Nejlepší české básně 2018 (Host, Brno 2018), eds. J. H. Krchovský e Ondřej Hanus

Straniere:
- La poésie tchèque en fin de siècle (Sources, Namur, Belgio 1999, ed. Petr Král), trad. Petr Král
- Antologie de la poésie tchèque contemporaine 1945-2000 (Gallimard, Paris, Francia 2002, ed. Petr Král), trad. Petr Král
- Literair Paspoort 2004 (Den Haag, Paesi Bassi 2004), trad. Jana Beranová
- In our own words (MW Enterprises, Cary, USA 2005, ed. Marlow Weaver), trad. Zuzana Gabrišová
- Из века в век (Iz vieka v viek) – češskaja poezija (Pranat, Mosca, Russia 2005, ed. Dalibor Dobiáš), trad. Olga Lukavaja
- Tra ansia e finitudine – Szorongás és végesség között (Budapest, Ungheria 2005) trad. István Vörös e Claudio Poeta
- Circumference – poetry in translation (New York, USA 2006, ed. Stefania Heim, Jennifer Kronovet), trad. Jonathan Bolton
- New European Poets (Graywolf Press, Saint Paul, Minnesota, USA 2008, ed. Wayne Miller e Kevin Prufer), trad. Zuzana Gabrišová
- [avant-poste] numero special (Praha-Paříž 2017), trad. Petr Král
- Prchavé domovy-Fleeting Homes (eds. Robert Hýsek e Matthew Sweney, Universita Palackého, Olomouc 2010), trad. Matthew Sweney
- Întunericul din Camera Copilion – Antologie de poezie cehă contemporană (ed. Mircea Dan Duţă, Descrierea CIP a Bibliotecii Nationale a României, Bucuresti 2015), trad. Mircea Dan Duţă
- Przewodnik po zaminowanym terenie (ed. Krzysztof Śliwka, Marek Śnieciński, Ośrodek Postaw Twórczych, Wrocław 2016), trad. Franciszek Nastulczyk
- Die letzte Metro – junge Literatur aus Tschechien (Verlag Voland & Quist, Dresden, Leipzig 2017), trad. Martina Lisa
- Pesem sem – razumljive pesmi za nerazumljive čase (eds. Igor Saksida, Aleš Šteger, Beletrina, Ljubljana 2018), trad. Anka Polajnar, Stanislava Chrobáková-Repar

### Articoli accademici (selezione)
- Do hospody v literatuře (Tvar 1996, č.11)
- Setrvačnost avantgardního modelu – nový surrealismus. (Host 1998, č. 9)
- Básně psané na střed (Host 1999, č. 1)
- Pořád na svém místě. Karlu Šiktancovi začaly vycházet sebrané spisy (Host 2000, č. 8)
- Povinnost jistot a potřeba pochyb (Host 2000, č. 10)
- Druhá vlna první velikosti (Host 2002, č. 10)
- První knížky veršů v mladofrontovní edici Ladění (Slovenská literatura 2002, č. 5)
- Ouřezek, potutel, sakr, ošoust… Karel Šiktanc a umění klnout, Host 2009, č. 9, s. 15–19
- Dekáda nespokojenosti. Úsilí poezie v prvním desetiletí nového milénia, Host 2014, č. 9, s. 23—28
- Nic vážného se neděje! Ivan Wernisch a zapomenuté kouzlo ruského lubku, Host 2016, č. 8, s. 61—69
- Působení (a řádění) Ivana Wernische v Literárních novinách devadesátých let, Souvislosti 2017, č. 3, s. 16-33
- Projev nad hrobem Petra Bezruče 15. září 2017 in Petr Bezruč. Bard prvý, co promluvil. Sborník z konference, konané 21.-22. září 2017 u příležitosti stého padesátého výročí narození Vladimíra Vaška. Ostravská univerzita, Filozofická fakulta, Ostrava 2018, s. 9-10.
- Chlap ve stoje (Karel Šiktanc devadesátiletý), Host 2018, č. 7, s. 31—35

### Teatro e televisione
- Scenario (P. H. e Radovan Lipus) Průběžná O(s)trava krve, teatro 1994, TV 1997
- Scenario Genius loci - Historie časopisu Host, Host do domu (2002; dir. Vladimír Kelbl, Brno TV 2003, documento)

### CD
- Zelený Petr (Norská trojka, CD, 2002), paroliere
- Obývací nepokoje (Poemi, CD), Aluze 2/3, 2004
- Průběžná O(s)trava krve, opera teatrale, radio versione (2000)